# Stanislav Kropilák
Stanislav „Stano“ Kropilák (* 10. Juni 1955 in Kremnica; † 14. Oktober 2022 in Bratislava, Slowakei) war ein slowakischer Basketballspieler.

## Karriere
Stanislav Kropilák begann seine Karriere 1972 bei Slavia SVST Bratislava. 1975 wechselte er zum BK Inter Bratislava, mit dem er viermal die tschechoslowakische Meisterschaft gewann. 1985 wechselte er nach Belgien, wo er für den CEP Fleurus und Spirou Monceau aktiv war. Kropilák spielte später noch für den BBC Amicale in Luxemburg und abermals in Belgien.
Für die tschechoslowakische Nationalmannschaft absolvierte er 368 Länderspiele. Dabei gewann er zweimal EM-Bronze (1977 und 1981) sowie einmal EM-Silber (1985). Hinzu kommen die Teilnahmen an den Olympischen Sommerspielen 1976 in Montreal und 1980 in Moskau sowie zwei WM-Teilnahmen.
Kropilák wurde 2000 als bester slowakischer Basketballspieler des 20. Jahrhunderts ausgezeichnet und übernahm im selben Jahr das Präsidentenamt des BK Inter Bratislava. 2002 wurde er in den Nationalrat der Slowakei gewählt und war bis 2006 im Parlament vertreten. 2018 wurde er bei der Wahl zum Sportler des Jahres der Slowakei vom Verband der slowakischen Sport-Journalisten zur Sportlegende ausgerufen. 2021 erfolgte die Aufnahme in die FIBA Hall of Fame.